# Paolo Mottura

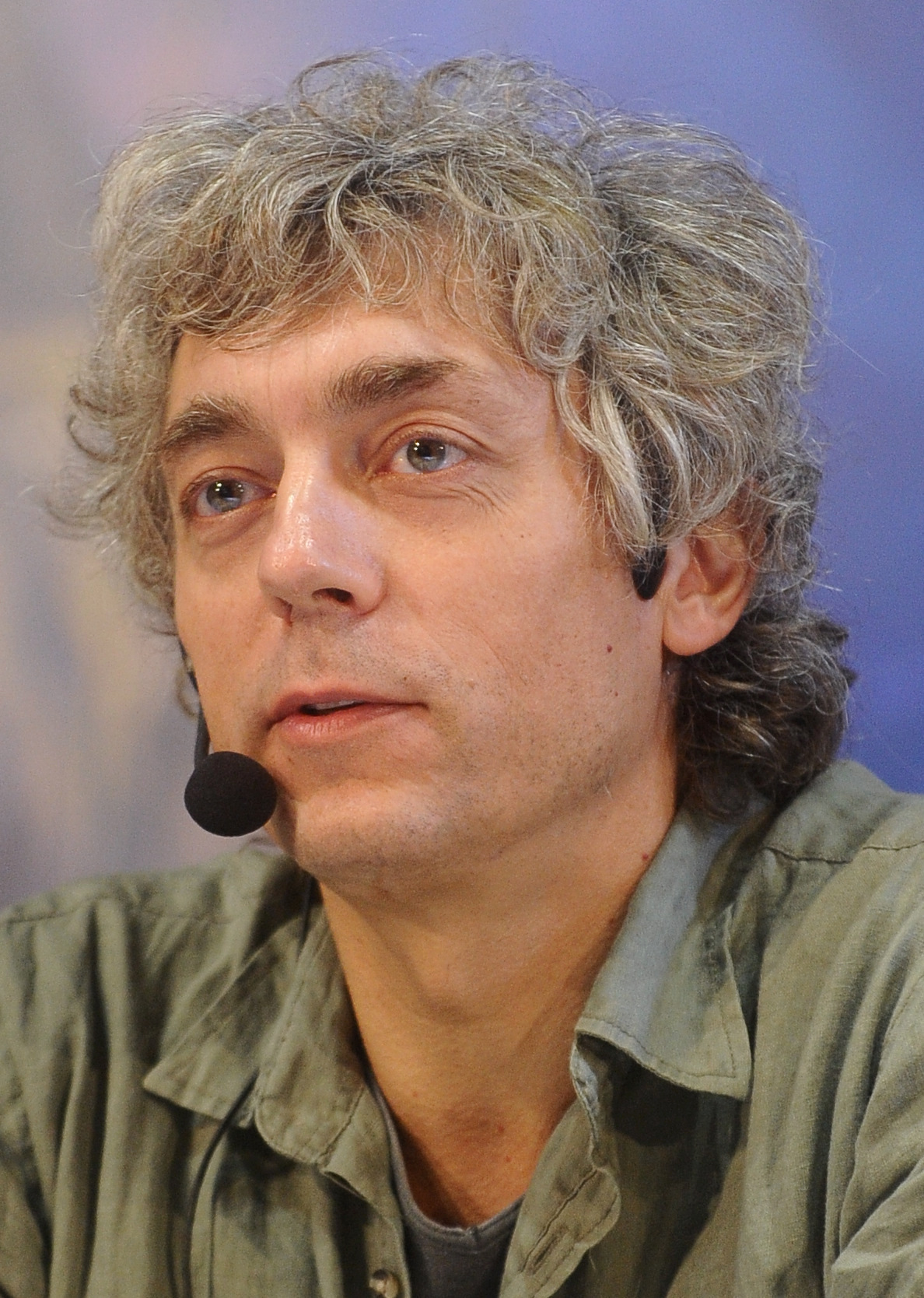
Paolo Mottura a Lucca Comics & Games 2015

Paolo Mottura (Pinerolo, 26 giugno 1968) è un fumettista italiano.

## Carriera
Ha iniziato a pubblicare con la Disney Italia (allora Arnoldo Mondadori Editore) nel 1989, lavorando da allora su Topolino, Minnie & Co., Paperinik e PKNA nonché per la sezione Disney books.
Collabora e ha collaborato anche con altri editori e testate, come Il Sole 24 Ore e La Stampa.
Dal 2003 collabora con l'editore francese Les Humanoïdes Associés per il quale disegna la serie Careme.
Dal 2007 inizia una collaborazione con l'editore Soleil Productions per cui pubblica DEUS su testi di Bec/Betbeder, dal 2008 con Dupuis (Redemption).
Nel 2010 ha contribuito a disegnare, con Fabio Celoni, l'adattamento a fumetti del videogioco Epic Mickey sceneggiato dallo statunitense Peter David e la graphic novel del film Tron: Legacy.
Dal 2011 inizia a collaborare con Sergio Bonelli Editore per cui pubblica tra l'altro una storia di Dylan Dog.

## Premi
Nel 1998 ottiene il premio TOPOLINO D'ORO per la migliore storia Disney del 1997.
Nel 2005 è premiato come Migliori Nuovo Talento con il premio ALBERT UDERZO.
Nel 2010 vince il TopoOscar per la Miglior Storia ambientata nel mondo dei Paperi con l'avventura Paperinik e l'amore nell'oblio.
Nel 2009, 2013, 2016 e 2017 vince il TopoOscar per la Miglior Copertina.
Nel 2018 riceve il XIII Premio Papersera.